# Чжуанский язык
Чжуанский язык (самоназвание — Vahcuengh) — язык чжуанов. Бо́льшая часть говорящих на этом языке проживает в Гуанси-Чжуанском автономном районе Китая, а меньшая — в провинциях Юньнань и Гуандун. 
Язык относится к тайской группе тай-кадайской языковой семьи.
Чжуанский язык распадается на 16 диалектов (причём разные диалекты относятся к разным подгруппам тайской языковой группы). Стандартизированный язык основывается на диалекте уезда Умин.

## Письменность
Для чжуанских диалектов до 1957 г. использовалось чжуанское письмо саындип. В 1957 г. был введён стандартный (литературный) чжуанский язык, и начал применяться латинский алфавит с добавлением букв на основе кириллицы и символов МФА. После реформы 1982 г. используется только стандартный латинский алфавит.

## Диалекты и их языковые коды
- zgn — гуйбяньский (桂邊土語, Guìbiān tǔyǔ)
- zlj — люцзянский (柳江土語, Liǔjiāng tǔyǔ)
- zqe — цюбэйский (邱北土语, Qiūběi tǔyǔ)
- zgb — гуйбэйский (桂北土語, Guìběi tǔyǔ)
- zyj — юцзянский (右江土語, Yòujiāng tǔyǔ)
- zch — центральный хуншуйхэйский (中紅水河土語, Zhōng hóngshuǐhé tǔyǔ)
- zeh — восточный хуншуйхэйский (東紅水河土語, Dōng hóngshuǐhé tǔyǔ)
- zlq — люцяньский (柳黔土語, Liǔqián tǔyǔ)
- zyb — юнбэйский (邕北土語, Yōngběi tǔyǔ)
- zln — ляньшаньский (連山土語, Liánshān tǔyǔ)
- zhn — нунский (侬土語, Nóng tǔyǔ)
- zyg — янский (德靖土語, Déjìng tǔyǔ)
- zgm — миньский (民讲土語, Mínjiǎng tǔyǔ)
- zyn — юннаньский (邕南土語, Yōngnán tǔyǔ)
- zzj — цзоцзянский (左江土語, Zuǒjiāng tǔyǔ)
- zhd — дайский (岱土語, Dài tǔyǔ)

## Чжуанская Википедия
Существует раздел Википедии на чжуанском языке («Чжуанская Википедия»), первая правка в нём была сделана в 2004 году. По состоянию на 18:08 (UTC) 8 июля 2025 года раздел содержит 3003 статьи (общее число страниц — 5564); в нём зарегистрирован 11 841 участник, один из них имеет статус администратора; 14 участников совершили какие-либо действия за последние 30 дней; общее число правок за время существования раздела составляет 42 645.